# Константін фон Нойрат
Барон Константі́н фон Нойрат (нім. Konstantin Freiherr von Neurath, *2 лютого 1873, Кляйн-Гатбах, Вюртемберг — †14 серпня 1956, Енцвайнінг, Німеччина) — німецький державний і політичний діяч, дипломат, барон.

## Життєпис
З 1901 — на дипломатичній службі.
У 1903 призначений на посаду генерального консула Німеччини в Лондоні.
Під час Першої світової війни був працівником німецького консульства в Константинополі.
У 1917–1918 очолював вюртемберзький уряд.
З 1919 — посланник в Копенгагені.
У 1922–1930 — посол в Римі, в 1930–1932 — посол в Лондоні. Входив до складу німецької делегації на Лондонській конференції 1932 року, де домагався зняття репарацій з Німеччини.
З 2 червня до 17 листопада 1932 обіймав посаду міністра закордонних справ в уряді Франца фон Папена, з грудня — в уряді Курта фон Шляйхера. У січні 1933 обійняв ту ж саму посаду в першому кабінеті Адольфа Гітлера, вступивши до НСДАП та СС та отримавши звання группенфюрера СС.
На посаді міністра закордонних справ уклав Пакт Пілсудського—Гітлера (1934), проводив підготовку приєднання Саарської області до Німеччини, підготовку та оформлення відмови від військових статей Версальського мирного договору 1919, підготовку до ремілітаризації Рейнської зони та відмову від Локарнського договору 1925 року.
У 1936 брав участь в переговорах з Італією й Японією. Результатами переговорів стало підписання Сталевого та Комінтернівського пактів.

5 листопада 1937 був учасником наради Хоссбаха щодо аншлюсу Австрії — плану «Отто». Звістка про те, що Гітлер збирається використати збройні сили проти Австрії та Чехословаччини так шокувало його, що в нього сталося кілька серцевих нападів. Незважаючи на стан здоров'я, за кілька днів зв'язався з генералом фон Фрічем і начальником Генерального штабу генералом Беком і порадився з ними щодо того як можна змусити Гітлера "змінити свій погляд". Нойрат зміг влаштувати зустріч з фюрером лише в середині січня 1938 року.
«Скориставшись нагодою, я спробував довести йому, що ця політика призведе до світової війни, і що я не збираюся брати в цьому участь... Коли, незважаючи на всі мої аргументи, він усе одно залишився при своїй думці, я сказав йому, щоби він шукав іншого Міністра закордонних справ.» - згодом свідчив Нейрат на Нюрнберзькому процесі.
У лютому 1938 змінений на посаді міністра закордонних справ Йоахімом фон Ріббентропом через протиріччя з Гітлером щодо зовнішньої політики Німеччини.
З 18 березня 1939 до 25 серпня 1943 обіймав посаду рейхспротектора Богемії та Моравії. Розробляв плани винищення чехів та германізації Чехії.
У червні 1943 отримав звання обергруппенфюрера СС.
У травні 1945 заарештований та включений до списку військових злочинців. Засуджений Нюрнберзьким трибуналом до 15 років ув'язнення. 

На Нюрнберзькому процесі Нейрат заявив:
«Мене надзвичайно засмутила промова Гітлера, оскільки вона вибивала підґрунтя з-під тієї міжнародної політики, яку я послідовно вибудовував.»
Через проблеми зі здоров'ям звільнений з в'язниці Шпандау в 1954.
Помер в Енцвейнінзі 14 серпня 1956.

## Нагороди
- Лицар Великого хреста Королівського Вікторіанського ордена (28 квітня 1904)
- Срібна весільна медаль (Вюртемберг) (1911)
- Орден Фрідріха (Вюртемберг) 1-го класу
- Орден Червоного орла 4-го класу
- Орден Корони (Бельгія), командорський хрест
- Залізний хрест
  - 2-го класу (16 жовтня 1914)
  - 1-го класу (1 січня 1915)
- Командор ордена Франца Йосифа (Австро-Угорщина) (1915)
- Нагрудний знак «За поранення» в чорному (1916)
- Орден «За військові заслуги» (Вюртемберг), лицарський хрест
- Лицар 1-го класу ордена Альберта з мечами
- Орден Вільгельма
- Лицарський хрест ордена «За військові заслуги» (Вюртемберг)
- Медаль «За вислугу років у ландвері» (Вюртемберг) 1-го класу
- Орден «Святий Олександр» 1-го класу з мечами (Болгарія)
- Орден «Османіє» 2-го ступеня
- Військова медаль (Османська імперія)
- Почесний хрест ветерана війни
- Командор 1-го класу ордена дому Саксен-Ернестіне з мечами
- Золотий партійний знак НСДАП (30 січня 1937)
- Почесний знак «За вірну службу» 1-го ступеня (40 років) (2 лютого 1938)
- Кавалер Великого хреста ордена Святих Маврикія та Лазаря
- Кавалер Великого хреста ордена Корони Італії
- Великий хрест ордена Данеброга з діамантами (Данія) (1938)
- Почесна шпага рейхсфюрера СС
- Кільце «Мертва голова»
- Медаль «У пам'ять 13 березня 1938 року»
- Медаль «У пам'ять 1 жовтня 1938» із застібкою «Празький град»
- Великий хрест ордена Німецького орла з зіркою (20 квітня 1939)

- Хрест Воєнних заслуг 2-го і 1-го (22 вересня 1940) класу